# Prosopocoilus fuscocinctus
Prosopocoilus fuscocinctus es una especie de coleóptero de la familia Lucanidae.

## Distribución geográfica
Habita en Nepal.